# 尤利乌斯·伦特根
尤利乌斯·恩格尔伯特·伦特根（德語：Julius Engelbert Röntgen，1855年5月9日—1932年9月13日），德国血统的荷兰作曲家，指挥家。

## 生平
早年在莱比锡生活，结识了李斯特。1878年后经常访问荷兰，1919年入荷兰籍。伦特根是一位多产作曲家，早期作品受勃拉姆斯影响，晚期也采用一些现代技巧。他的大部分作品目前还未被演奏和录音。

## 外部連結
- 官方網頁 （页面存档备份，存于）（荷兰文）
- 尤利乌斯·伦特根的免费乐谱，由国际乐谱典藏计划提供